# Ás de Ouro
GRES Ás de Ouro é uma escola de samba de Campos dos Goytacazes. Com um enredo sobre Heli Ribeiro Lopes, foi décima colocada do carnaval em 2011.
Em 2012, desfilando na primeira noite, obteve a terceira colocação, 183,7 pontos.

## Segmentos

### Presidentes
| Nome                 | Mandato        | Ref.  |
| -------------------- | -------------- | ----- |
| Dalton Ribeiro Gomes | ? - atualidade | [ 4 ] |

## Carnavais
| Ano  | Colocação | Grupo    | Enredo                                                     | Carnavalesco                   | Intérprete                                                     | Ref.                                  |  |
| ---- | --------- | -------- | ---------------------------------------------------------- | ------------------------------ | -------------------------------------------------------------- | ------------------------------------- |  |
| 2011 | 10º lugar | ÚNICO    | Uma história de vida: Heli Ribeiro Gomes - um grande amigo |                                |                                                                | [ 4 ]                                 |  |
| 2012 | 3º lugar  | Especial | Santos Futebol Clube 100 Anos de Glória                    |                                |                                                                | [ 5 ]                                 |  |
| 2013 |           | Especial | Bicentenário de Macaé, a Princesinha do Atlântico          |                                |                                                                |                                       |  |
| 2014 | 6º lugar  | Especial | O cão é o melhor amigo do homem Compositor:Bambu           |                                | Marquinhos Sá, Dandão, Yuri, Helena Rangel e Fabinho do Cavaco | [ 6 ] [ 7 ] [ 8 ] [ 9 ] [ 10 ] [ 11 ] |  |
| 2015 |           | Acesso   |                                                            | Felício Gama e Roberto Ribeiro |                                                                |                                       |  |